# إنجيل
الإنجيل كلمة معربة من (اليونانية: εὐαγγέλιον، ايوانجيليون) وتعني البشارة السارة أو البشرى السارة أو بشرى الخلاص. تعني لدى المسيحيين بالمفهوم الروحي البشارة بمجيء يسوع الذي هو المسيح وتقديم نفسه ذبيحة فداء على الصليب نيابة عن الجنس البشري ثم دفنه في القبر وقيامته في اليوم الثالث كما جاء في كتب النبوات في العهد القديم. قد يُقصد بها مجازاً، عند المسيحيين وغيرهم، الكتب الأربعة الأولى في كتاب العهد الجديد والتي نسبت إلى كل من متى ومرقس ولوقا ويوحنا، ويؤمن المسيحيون بأن هذه الأربعة كتبت بوحي من الروح القدس وليست من تأليف بشري كما جاء في رسالة بولس الرسول الثانية إلى تيموثاوس.
بعد عام 150 مست الحاجة في الكنيسة إلى قاعدة شاملة تنظم المؤلفات الدينية حول يسوع، تمهيداً لإدراجها ضمن قانون الكتاب المقدس، فكان المعيار المتبع صحة نسبتها إلى الرسل، وبرزت الأناجيل الأربعة نظراً لصحة نسبها إلى الرسل من وجهة نظر الكنيسة ومن ناحية ولما تحلّت به صفات تتطابق مع التقليد الشفهي، وذلك بعد نقاشات طويلة حول صحة نسبتها، إذ لم ينته ضم جميع الأسفار حتى نهاية القرن الثالث وبداية القرن الرابع.
أما تلك الكتب التي لم يثبت صحة نسبتها، فقدت تدريجيّاً حظوتها في الكنيسة ولدى المسيحيين كأسفار مقدسة.
أما تأليف أسفار العهد الجديد، وضمها في بوتقة واحدة، فهو نتيجة تطور طويل معقد، إذ يظهر العهد الجديد كمجموعة مؤلفة من سبعة وعشرين سِفراً مختلفة الحجم، وضعت جميعها باللغة اليونانية أواخر القرن الأول؛ إن السلطة العليا في أمور الدين كانت تتمثل لدى المسيحيين الأولين في مرجعين، العهد القديم، والمرجع الثاني الذي انتشر انتشاراً سريعاً وقد أجمعوا على تسميته الرب، ويشمل هذا المرجع على التعاليم التي ألقاها يسوع والأحداث التي تبين سلطته؛ أما أقوال يسوع وما كان يعظ به فقد تناقلتها ألسن الحفاظ شفهيّاً، وربما وجدت بعض الوثائق المكتوبة لروايتي الصلب والقيامة أو بعض الأحداث الهامة الأخرى؛ ولم يشعر المسيحيون الأولون، إلا بعد وفاة آخر الرسل بضرورة تدوين التقليد الشفهي، فبدؤوا قرابة العام 120 بإنشاء العهد الجديد، مبتدئين بأسفار بولس نظراً لما كان له من شهرة ولأنه أوصى بقراءة رسائله بنفسه، وتشير كتابات آباء كنيسة القرن الثاني إلى أنهم يعرفون عدداً كبيراً من رسائل بولس وأنهم يولونها مكانة الكتب المقدسة، أيضاً فإن أقدم الإشارات التاريخية تعود للعام 140 تثبت أن المسيحيين يقرأون الأناجيل في اجتماعات الأحد وأنهم يعدونها مؤلفات الرسل أو أقله شخصيات تتصل بالرسل بشكل وثيق، وأنهم أخذوا يولونها منزلة الكتاب المقدس.
تمت كتابة الأناجيل الأربعة القانونية -متى ومرقس ولوقا ويوحنا- بين أعوام 70 و100 م تقريبا، وهي المصدر الرئيسي للمعلومات عن حياة يسوع. مؤلف كل من هذه الأناجيل الأربعة مجهول (تمت إضافة الأسماء الحالية لها في القرن الثاني)، ومن المؤكد تقريبا أن أيا منها لم يكتبه شاهد عيان على حياة يسوع. وبالتالي، فإن العلماء المعاصرين يتوخون الحذر من الاعتماد عليهم بشكل لا يقبل الشك، ولكن من خلال الدراسة النقدية يمكن محاولة التمييز بين الأفكار الأصلية ليسوع وتلك الخاصة بالمؤلفين اللاحقين. تمت كتابة العديد من الأناجيل غير القانونية أيضاً، كل منها في وقت متأخر عن الأربعة، وجميعهم -مثلهم في ذلك مثل الأربعة القانونيين- يعرضون الآراء اللاهوتية الخاصة بمؤلفيهم.

## تعريف الإنجيل
الإنجيل كلمة يونانية معناها البشارة. أي الخبر المفرح. يعرف بين المسيحيين باسم الإنجيل أو الكتاب المقدس، وهو مجموعة الكتب الموحاة من الله والمتعلقة بخلق العالم وفدائه وتقديسه وتاريخ معاملة الله لشعبه، ومجموع النبوءات عما سيكون حتى المنتهى، والنصائح الدينية والأدبية.

### اللغات الأولى التي كتب بها الإنجيل
إن الكتاب المقدس يتكون من قسمين رئيسيين. الأول سمي بالعهد القديم، وهو التوراة أي أسفار النبي موسى، و‌المزامير (ترانيم) معظمها كتبها النبي داود، ثم كتب الأنبياء وغيرها. وقد كتب أكثره بالعبرانية. والقسم الثاني سمي بالعهد الجديد، أي الإنجيل، كما كتب على بشائره الأربع متى، مرقس، لوقا ويوحنا، ثم أعمال الرسل، السفر الذي كتبه لوقا أيضاً، ثم رسائل بولس الرسول وعددها 14 ثم الرسائل الأخرى و‌رؤيا يوحنا اللاهوتي. وقد كتب باللغة اليونانية، هذه الكتب جميعها هو ما أطلق عليه الكتاب المقدس، والكتاب فيه كل ما يتعلق بالإيمان والحياة الروحية وكله موحى به من الله.

## نص العهد الجديد

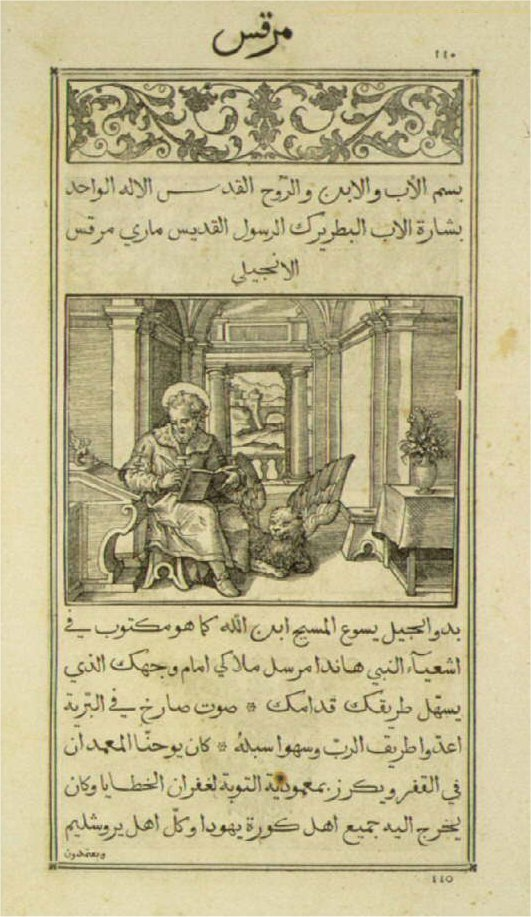
إحدى نسخ العهد الجديد باللغة العربية ترقى للعام 1590 ومزودة بالرسوم والأيقونات.

إن مخطوطات العهد الجديد، والتي أنشئت في كثير من اللغات ليست كتابًا واحدًا بخط المؤلف نفسه بل هي نسخ أو نسخ النسخ للكتب الأصلية التي فقدت اليوم، إن أقدم النصوص المتوافرة للعهد الجديد ترقى إلى القرن الثالث وقد كتبت باللغة اليونانية على الرق، ويعتبر المجلد الفاتيكاني أقدمها ويعود لحوالي العام 250 وسبب تسميته لأنه محفوظ في مكتبة الفاتيكان، وكذلك المجلد السينائي الذي يعود لحوالي العام 300 وقد أضيف إليه جزء من سفر الراعي لهرماس، وهو من محفوظات المتحف البريطاني في لندن وسبب تسميته اكتشافه في دير سانت كاترين في شبه جزيرة سيناء؛ غير أنه يوجد عدد كبير من البرديات والمخطوطات التي تعود أقدمها إلى بداية القرن الثاني وتظهر أجزاءً مختلفة متفاوتة الطول من العهد الجديد؛ إن نسخ وطبعات العهد الجديد ليست كلها واحدة بل تحوي على طائفة من الفوارق بعضها بقواعد الصرف أو النحو وترتيب الكلمات، لكن بعضها الآخر يتعلق بمعنى الفقرات، إن أصل هذه الفروق يعود لأن نص العهد الجديد قد نسخ طول قرون عديدة وبلغات مختلفة بيد نساخ صلاحهم للعمل متفاوت، ما يؤدي حكمًا إلى أخطاء عديدة في النسخ، سوى ذلك فإن بعض النساخ حاولوا أحيانًا أن يعدلوا بعض الفقرات التي بدت لهم تحوي أخطاءً أو قلة دقة في التعبير اللاهوتي، إلى جانب استعمال نصوص فقرات عديدة من العهد الجديد في أثناء إقامة شعائر العبادة ما أدى أحيانًا إلى ادخال زخارف لفظية غايتها تجميل النص.
إن هذه التبدلات قد تراكمت على مر العصور، فكانت النتيجة وصول عدد من النسخ المختلفة إلى عصر الطباعة مثقلة بمختلف أنواع التبديل والقراءات؛ لكنه وبدءًا من القرن الثامن عشر قد أخذ علم نقد النصوص بتمحيص الوثائق القديمة بدقة، خصوصًا المجلدين الفاتيكاني والسينائي، لوضع ترجمة جديدة للأصول القديمة:
| إنجيل | إن النتائج التي وصل إليها علم نقد النصوص منذ 150 سنة خلت حتى الآن، جديرة بالإعجاب، وبوسعنا اليوم أن نعد نص العهد الجديد نصًا مثبتًا إثباتًا حسنًا، وما من داع لإعادة النظر به إلا إذا عثر على وثائق جديدة. إن هذه النتائج تظهر واضحة للمرء إذا قارن بين النسخات الحديثة والطبعات التي ظهرت سنة 1520 بفضل العمل المحكم وفق قواعد علم نقد النصوص. | إنجيل |

ولا تعتبر هذه الاختلافات، بحسب رأي المسيحيين، تزويرًا أو تحريفًا للكتاب المقدس، إذ إن النصوص القديمة والحديثة، على حد سواء، لم تختلف في القضايا الجوهرية، كالثالوث الأقدس أو ألوهية المسيح وتعاليمه، وهي الغاية الأساس من الأناجيل.، ولا تزال هناك فروق بسيطة في مختلف الترجمات العربية للكتاب المقدس.

## الأناجيل الأربعة القانونية

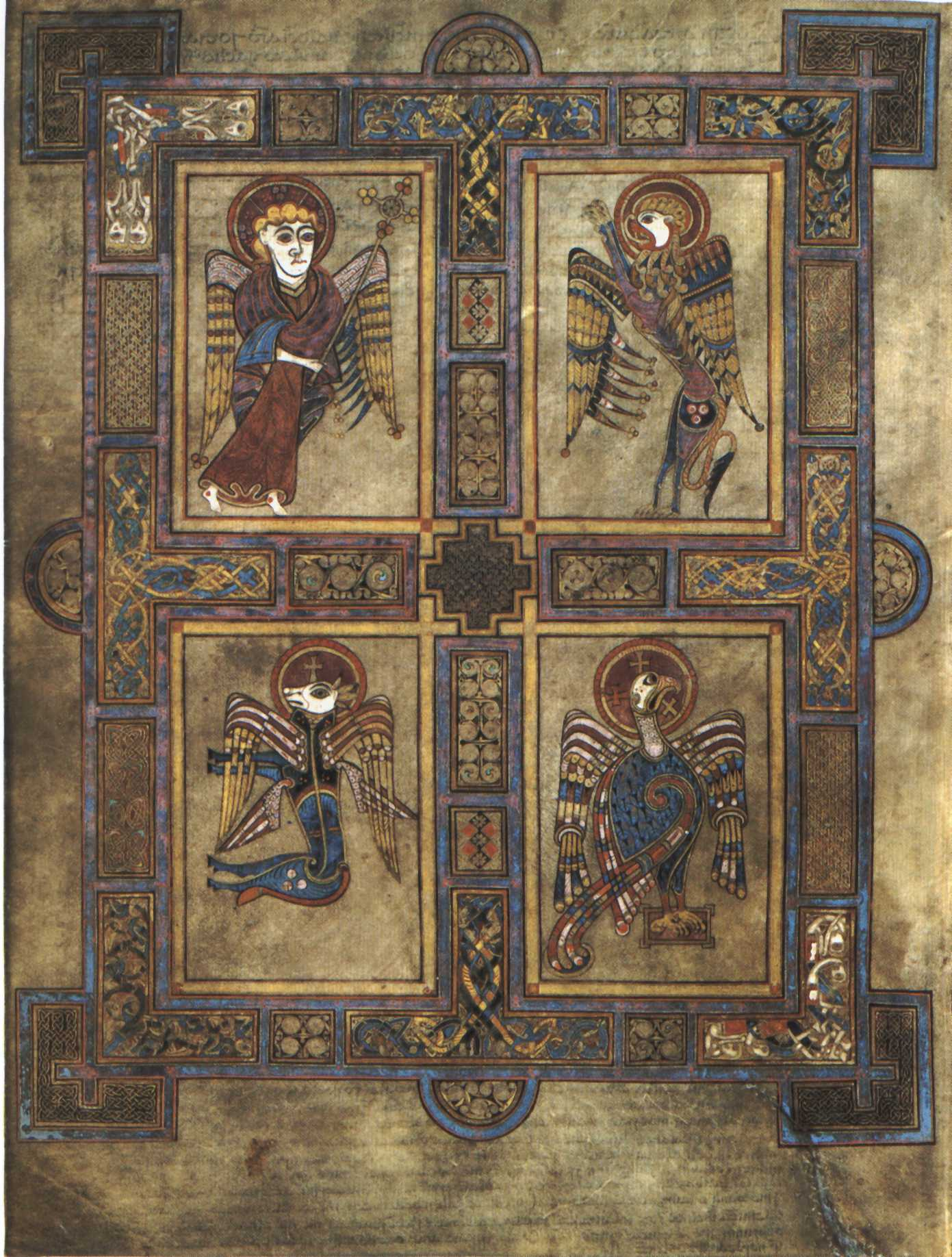
الحيوانات الأربعة المحيطة بعرش الله، كما ورد في رؤيا يوحنا وهي ترمز إلى الإنجليين الأربعة، وفق المعتقدات المسيحية.

يطلق على القسم الأول من العهد الجديد اسم الإنجيل ويشمل أربع كتب هي: إنجيل متى، الذي كتب إما في جبيل أو أنطاكية للمسيحيين من أصل يهودي خارج فلسطين حوالي العام 80 أو 90، وينسبه التقليد الكنسي منذ النصف الأول للقرن الثاني لمتى أحد التلاميذ الاثني عشر، إنجيل مرقس وهو أقدمها تاريخيًا كتب حوالي سنة 60 أو 65 في روما خلال الفترة التي شهدت اضطهاد نيرون، وقد كتب للمسيحيين من أصول وثنية؛ ويعتبر أقصر الأناجيل، يغلب عليه سلسلة روايات قصيرة غير مترابطة فيما بينها، وقد نسب إلى مرقس أو من يدعى في سفر أعمال الرسل يوحنا مرقس ذو الأصول اليهودية، وهو تلميذ ومرافق لبطرس، واعتمد عليه في كتابة إنجيله؛ أما إنجيل لوقا ثالث الأناجيل، فيوضع تاريخه بعد حصار أورشليم وتدمير هيكل سليمان عام 70 أي بحدود العام 80، وهو موجه بالتحديد إلى إحدى الشخصيات النبيلة اليونانية التي تدعى ثاوفيليوس، ومن ثم للمسيحيين ذوي الثقافة اليونانية بشكل عام، يتميز هذا الإنجيل بأنه الوحيد الذي يفتتح بمقدمة شأنه شأن كثير من المؤلفات اليونانية في تلك الأيام.
يطلق على الأناجيل الثلاثة الأولى اسم الأناجيل الإزائية، بسبب تشابهها في ترتيب الأحداث وفي الصياغة العامة، ويفترض علماء اللاهوت وعلماء نقد النصوص، أن كلاً من متى ولوقا قد اطلعا على إنجيل مرقس، واعتمدا عليه كمرجع أساسي في تأليفهما، وأنهما اطلعا أيضًا على وثيقة مشتركة مجهولة حتى اليوم، يطلق عليها اسم الوثيقة ق، إذ إنه بين 1068 آية في إنجيل متى يشترك مع مرقس في 508 آيات ومع لوقا في 560 آية منها مشتركة بين لوقا ومرقس في الوقت نفسه 330 آية أي أن هذه الأخيرة مشتركة بين الثلاثة.
ويضاف إلى كل إنجيل مصادره الخاصة من التقاليد الشفهية، هناك 500 آية خاصة بلوقا وحده، و330 خاصة بمتى، في حين أن 53 آية فقط خاصة بمرقس، ما يؤكد ما توصل إليه الباحثون باطلاع متى ولوقا على إنجيل مرقس الأقدم تاريخيًا؛ وعلى الرغم من هذا الائتلاف الشديد في النصوص فإن الأناجيل تحوي وجوه اختلاف في البنية العامة وهيكلية السرد إضافة لبعض التفاسير وفقًا للرؤية اللاهوتية لكل منهم والرمز المراد منه.
أما الإنجيل الرابع، فهو إنجيل يوحنا، يتميز ببنية خاصة، كذلك يغلب عليه الطابع اللاهوتي من ناحية الخطب والصلوات، ولا يهتم بسرد الأحداث بقدر ما يهتم باستخلاص معانيها.
لاحقًا وجد القديس إيرونيموس ما ذكر في رؤيا يوحنا 7/4 من أسماء حيوانات تحيط بعرش الله، بأنها رموز إلى الإنجيليين الأربعة، فأخذ متى رمز الإنسان لكونه يركز على الناحية الإنسانية ليسوع وكونه هو المسيح، في حين رُمز إلى مرقس بالأسد رمزًا للعظمة، أما لوقا بالعجل رمز القوة في العهد القديم، والنسر رمز يوحنا لقدرته على الارتقاء بالمفردات والتعابير البسيطة إلى تعابير وصيغ لاهوتية معقدة.

### المحتوى

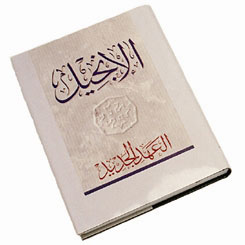
«الإنجيل - الوحي الجديد» نسخة قبطية.

تشارك الأناجيل الأربعة في قصة تتوج فيها مسيرة يسوع الدنيوية في موته وقيامته، وهو حدث ذو أهمية فدائية حاسمة، ولكنها غير متسقة في التفاصيل. يقدم يوحنا والأناجيل الإزائية الثلاثة على وجه الخصوص صورًا مختلفة تمامًا لمسيرة يسوع. لم يشر يوحنا إلى حدث المعمودية، والتجربة، والتجلي، ويفتقر إلى ذكر عشاء الرب وقصص عن أسلاف يسوع وولادته وطفولته. تستغرق مسيرة يسوع في الأناجيل الإزائية سنة واحدة بينما في يوحنا تستغرق ثلاثة، مع تطهير الهيكل في بداية خدمته بينما في الإزائية يحدث ذلك في النهاية، وفي الإزائية يجري العشاء الأخير كوجبة عيد الفصح، بينما في يوحنا يحدث في اليوم السابق للفصح.
لكل إنجيل فهمه الخاص ليسوع ودوره الإلهي. لا يطلق مرقس أبداً على يسوع «الإله» أو يدعي أن يسوع كان موجودًا قبل حياته الأرضية، ولم يذكر الولادة من عذراء حيث يعتقد المؤلف على ما يبدو أن يسوع كان له أصل ولادة بشرية طبيعية، ولا يحاول أن يتتبع أصل يسوع إلى الملك داود أو آدم. وبشكل حاسم، لم يكن في إنجيل مرقس في الأصل أي ظهور ليسوع بعد القيامة، على الرغم من أن مرقس 16: 7، يشير إلى اكتشاف شاب في المقبرة يرشد النساء ليخبرن «التلاميذ وبطرس» أن يسوع سوف يراهم مرة أخرى في الجليل، ويلمح ذلك إلى أن المؤلف قد يكون على علم بالتقاليد. يعيد متى تأويل مرقس، ومشددًا على تعاليم يسوع وما قام به من أعمال ومع إجراء تغييرات خفية على الرواية من أجل التأكيد على طبيعته الإلهية - الشاب الذي يظهر في قبر يسوع في إنجيل مرقس، على سبيل المثال، يصبح ملاكًا مشعًا في إنجيل متى. وبالمثل، تؤكد قصص المعجزات في مرقس على وضع يسوع كمبعوث من الله (حيث كان ذلك هو مفهوم مؤلف مرقس عن المسيح)، ولكن في متى تُظهِر ألوهيته. ويتتبع لوقا إنجيل مرقس أكثر من متى، وتوسّع على المصدر، وصحّح قواعد مرقس ونحوها، وقضى على بعض المقاطع كلياً، ولا سيما معظم الفصلين السادس والسابع، حيث يبدو أنهما بديا له كما لو أنهما انعكسا بشكل سيئ على التلاميذ ورسما يسوع مثل الساحر. أما يوحنا، فهو الإنجيل الأكثر لاهوتية علانية، وهو أول من أصدر أحكامًا كريستولوجية خارج سياق سرد حياة يسوع.
تصور الأناجيل الإزائية يسوع كطارد الأرواح الشريرة والمُعالج الذي بشر في أمثال ملكوت الله القادمة. وعظ أولاً في منطقة الجليل وبعد ذلك في القدس، حيث قام بتطهر المعبد. ويقول إنه لا يقدم أي علامة كدليل (مرقس) أو فقط مع علامة بحسب يوحنا (متى ولوقا). في مرقس، والذي يبدو أنه كتب إلى جمهور روماني، يصور يسوع كرجل أعمال بطولي، ويعطى لمشاعر قوية، بما في ذلك الآلام. في متى، على ما يبدو كان النص مكتوبًا لجمهور يهودي، يُدعى يسوع مرارًا وتكرارًا على أنه تحقيق للنبوءة المذكورة في التناخ. وفي لوقا، المكتوب على ما يبدو للأمم وعالمي، يهتم يسوع بشكل خاص بالفقراء. ويؤكد لوقا على أهمية الصلاة وعمل الروح القدس في حياة يسوع وفي المجتمع المسيحي. ويظهر يسوع كرواقي خارق للطبيعة، وغير متأثر حتى بصلبه الخاص. ومثل متى، يصر لوقا على أن الخلاص الذي يقدمه المسيح هو للجميع، وليس لليهود فقط. إنجيل يوحنا هو الإنجيل الوحيد الذي يدعى أن يسوع هو المسيح، وعلى النقيض من مرقس، حيث يخفي يسوع هويته كمسيح، في يوحنا يعلنها صراحة. وهو يمثل يسوع كتجسيد للكلمة الأبدية، الذي لم يتحدث عن الأمثال، وتحدث على نطاق واسع عن نفسه، ولم يشير صراحة إلى المجيء الثاني. ويعظ يسوع في القدس، ويطلق خدمته مع تطهير المعبد. ويقوم بعدة معجزات كإشارات، معظمها غير موجود في الإزائية. وينتهي إنجيل يوحنا: (21:25) «وَأَشْيَاءُ أُخَرُ كَثِيرَةٌ صَنَعَهَا يَسُوعُ، إِنْ كُتِبَتْ وَاحِدَةً وَاحِدَةً، فَلَسْتُ أَظُنُّ أَنَّ الْعَالَمَ نَفْسَهُ يَسَعُ الْكُتُبَ الْمَكْتُوبَةَ. آمِينَ.»

### النوع والموثوقية التاريخية
الإجماع بين علماء العصر الحديث هو أن الأناجيل تنتمي إلى النوع القديم من السير، أو السيرة الذاتية. اهتمت السير الذاتية القديمة بتقديم أمثلة للقراء للمحاكاة مع الحفاظ على سمعة وذاكرة الموضوع وتعزيزها، ومن ثم شملت كل من الدعاية والوعظ في أعمالهم. مرقس، على سبيل المثال، ليس سيرة ذاتية بالمعنى الحديث، بل هو تاريخ أبوكاليبتيكا يُصور يسوع متورطًا في الأحداث في نهاية الأزمان. وعلى الرغم من هذا، فإن العلماء واثقون من أن الأناجيل تقدم فكرة جيدة عن مسيرة يسوع العامة، وأن الدراسة النقدية يمكن أن تحاول تمييز أفكار يسوع عن أفكار المؤلفين والمحررين اللاحقين.
يعتقد البعض أن الأناجيل الأربعة تحقق المعايير الخمسة للموثوقية التاريخية؛ فيما يرى آخرون أن القليل مما جاء في الأناجيل يمكن اعتباره موثوقًا تاريخيًا. ومع ذلك، يجزم الباحثون في تاريخ العصور القديمة بوجود يسوع، ولكنهم اختلفوا حول تاريخية أحداث معينة وردت في النصوص الإنجيلية حول يسوع، والحدثان الوحيدان اللذان حظيا بتوافقٍ عام تقريبًا بين الباحثين هما تعميد يسوع على يد يوحنا المعمدان وصلبه بأمر من الحاكم الروماني بيلاطس البنطي. من بين العناصر المتأصلة تاريخيًا ولكنها محل شك أحداث ميلاد يسوع، وبعض الأحداث الإعجازية في مسألة قيامته، وبعض تفاصيل صلبه. وفقاً لرديش ليس هناك ما يضمن أن الأناجيل القانونية دقيقة من الناحية التاريخية. وبحسب توكيت قام مؤلف متى ومؤلف لوقا بالتعديل على مرقس بشكل متكرر بما يتناسب مع غاياتهما الخاصة، وتجعل التناقضات والتضاربات بين يوحنا والأناجيل الإزائية من المستحيل قبول كلاهما كموثوق بهما. وبحسب إيرمان، فإن الأناجيل التي توجد اليوم قد تم تحريرها وإتلافها بمرور الوقت، مما دفع أوريجانوس إلى الشكوى في القرن الثالث من أن «الاختلافات بين المخطوطات أصبحت كبيرة... لأن الناسخين إمَّا يهملون في التحقق مما قاموا بنسخه، أو في عملية التحقق، يقومون بعمل إضافات أو حذف ما يشاؤون.» ولهذه الأسباب، فوفقاً لساندرز فإن علماء العصر الحديث حذرون من الاعتماد على الأناجيل بصورة مطلقة، ولكن مع ذلك فهي تقدم فكرة جيدة عن مسيرة يسوع، ومن الممكن من خلال الدراسة النقدية محاولة تمييز الأفكار الأصلية ليسوع عن أفكار الكاتبين اللاحقين. تعدّ وجهة النظر الغالبة في أناجيل متى ومرقص ولوقا التي يُشار إليها بالأناجيل الإزائية المصادر الرئيسية للمعلومات حول يسوع التاريخي وحركته الدينية التي أسسها. أمَّا الإنجيل الرابع ألا وهو إنجيل يوحنا، فيختلف كثيرًا عن الأناجيل الثلاثة الأولى. يعتمد المؤرخون في كثير من الأحيان على دراسة الموثوقية التاريخية لسفر أعمال الرسل عند دراسة موثوقية الأناجيل، حيث يبدو أن مؤلف السفر هو نفسه مؤلف إنجيل لوقا.

## استشهادات
1. 1 2 3  المدخل إلى العهد الجديد، ص.19
2. ↑  مدخل إلى العهد الجديد، مرجع سابق، ص.21
3. 1 2  مدخل إلى العهد الجديد، مرجع سابق، ص.18
4. ↑  رسالة تسالونيكي الأولى 27/5
5. ↑  المدخل إلى العهد الجديد، مرجع سابق، ص.19
6. 1 2  Tuckett 2000، صفحة 523.
7. 1 2  Petersen 2010، صفحة 51.
8. ↑  Reddish 2011، صفحة 13,42.
9. 1 2  Reddish 2011، صفحات 21–22.
10. 1 2  Sanders 1995، صفحات 4–5.
11. 1 2 3 4  مدخل إلى العهد الجديد، مرجع سابق، ص.23
12. ↑  مدخل إلى العهد الجديد، مرجع سابق، ص.24
13. ↑  مدخل إلى العهد الجديد، مرجع سابق، ص.26
14. ↑  مدخل إلى العهد الجديد، مرجع سابق، ص.36
15. ↑  مدخل إلى العهد الجديد مرجع سابق، ص.47
16. 1 2  مدخل إلى العهد الجديد، مرجع سابق، ص.163
17. ↑  أعمال الرسل 12/12
18. ↑  رسالة بطرس الأولى 13/5
19. ↑  مدخل إلى العهد الجديد، مرجع سابق، ص.239
20. ↑  لوقا 3/1
21. ↑  مدخل إلى العهد الجديد، مرجع سابق، ص.233
22. ↑  مدخل إلى العهد الجديد، مرجع سابق، ص.40
23. 1 2 3  مدخل إلى العهد الجديد، مرجع سابق، ص.41
24. ↑  انظر الفصل 17 من إنجيل يوحنا، المعروف باسم صلاة يسوع الكهنوتية.
25. ↑  مدخل إلى العهد الجديد، مرجع سابق، ص.355
26. ↑  مدخل إلى العهد الجديد، مرجع سابق، ص. 1037
27. ↑  الحيوانات الأربعة في سفر الرؤيا نسخة محفوظة 02 أغسطس 2018 على موقع واي باك مشين.
28. ↑  Hurtado 2005، صفحة 587.
29. ↑  Ehrman 2005، صفحة 215.
30. 1 2  Burkett 2002، صفحة 217.
31. ↑  Anderson 2011، صفحة 52.
32. 1 2  Culpepper 1999، صفحة 66.
33. ↑  Burkett 2002، صفحة 158.
34. ↑  Parker 1997، صفحة 125.
35. ↑  Telford 1999، صفحة 149.
36. ↑  Beaton 2005، صفحة 117,123.
37. ↑  Morris 1986، صفحة 114.
38. ↑  Aune 1987، صفحة 59.
39. ↑  Johnson 2010، صفحة 48.
40. ↑  روبرت فنك, Roy W. Hoover, and the Jesus Seminar. The five gospels. HarperSanFrancisco. 1993.
41. 1 2 3 4  Harris, Understanding the Bible. Palo Alto: Mayfield. 1985
42. 1 2  Cross, F. L., ed. The Oxford Dictionary of the Christian Church. New York: Oxford University Press. 2005, article Luke, Gospel of St
43. ↑  Ehrman 2005، صفحة 143.
44. ↑  St. Matthew, "The Thompson Chain-Reference Study Bible New King James Version", (B.B. Kirkbride Bible Co. Inc., 1997) p. 1258 verse 12:21, p. 1274, verse 21:43.
45. ↑  Burkett 2002، صفحة 214.
46. ↑  Lincoln 2004، صفحة 133.
47. ↑  Dunn 2005، صفحة 174.
48. ↑  Donahue 2005، صفحة 15.
49. ↑  Mark D. Roberts Can We Trust the Gospels?: Investigating the Reliability of Matthew, Mark, Luke and John  Good News Publishers, 2007 p. 102
50. ↑  Interpreting Gospel Narratives: Scenes, People, and Theology by Timothy Wiarda 2010 ISBN 0-8054-4843-8 pp. 75–78
51. ↑  Jesus, the Christ: Contemporary Perspectives by Brennan R. Hill 2004 ISBN 1-58595-303-2 p. 89
52. ↑  The Gospel of Luke by Timothy Johnson 1992 ISBN 0-8146-5805-9 p. 72
53. ↑  Recovering Jesus: the witness of the New Testament Thomas R. Yoder Neufeld 2007 ISBN 1-58743-202-1 p. 111
54. 1 2  Sanders، E. P. (1993). The Historical Figure of Jesus. Penguin. مؤرشف من الأصل في 2018-11-20.
55. ↑  The Myth about Jesus, Allvar Ellegard 1992,
56. ↑  Craig Evans, "Life-of-Jesus Research and the Eclipse of Mythology," Theological Studies 54 (1993) p. 5,
57. ↑  Charles H. Talbert, What Is a Gospel? The Genre of Canonical Gospels pg 42 (Philadelphia: Fortress Press, 1977).
58. ↑  Fire of Mercy, Heart of the Word (Vol. II): Meditations on the Gospel According to St. Matthew – Dr Erasmo Leiva-Merikakis, Ignatius Press, Introduction
59. ↑  Grant, Robert M., "A Historical Introduction to the New Testament" (Harper and Row, 1963) نسخة محفوظة 24 يونيو 2017 على موقع واي باك مشين. [وصلة مكسورة]
60. ↑  In a 2011 review of the state of modern scholarship, بارت إيرمان (a secular agnostic) wrote: "He certainly existed, as virtually every competent scholar of antiquity, Christian or non-Christian, agrees" B. Ehrman, 2011 Forged : writing in the name of God (ردمك 978-0-06-207863-6). page 285
61. ↑  Robert M. Price (an atheist) who denies the existence of Jesus agrees that this perspective runs against the views of the majority of scholars: Robert M. Price "Jesus at the Vanishing Point" in The Historical Jesus: Five Views edited by James K. Beilby & Paul Rhodes Eddy, 2009 InterVarsity, ISBN 0-8308-3868-6 page 61
62. ↑  Michael Grant (a classicist) states that "In recent years, 'no serious scholar has ventured to postulate the non historicity of Jesus' or at any rate very few, and they have not succeeded in disposing of the much stronger, indeed very abundant, evidence to the contrary." in Jesus by Michael Grant 2004 ISBN 1-898799-88-1 page 200
63. ↑  Richard A. Burridge states: "There are those who argue that Jesus is a figment of the Church’s imagination, that there never was a Jesus at all. I have to say that I do not know any respectable critical scholar who says that any more." in Jesus Now and Then by Richard A. Burridge and Graham Gould (Apr 1, 2004) ISBN 0-8028-0977-4 page 34
64. ↑  Powell، Mark Allan (1998). Jesus as a Figure in History: How Modern Historians View the Man from Galilee. ISBN:0-664-25703-8. مؤرشف من الأصل في 2019-06-09. page 181
65. ↑  Jesus Remembered by James D. G. Dunn 2003 ISBN 0-8028-3931-2 page 339 states of baptism and crucifixion that these "two facts in the life of Jesus command almost universal assent".
66. ↑  Prophet and Teacher: An Introduction to the Historical Jesus by William R. Herzog (Jul 4, 2005) ISBN 0-664-22528-4 pages 1-6
67. ↑  Crossan, John Dominic (1995). Jesus: A Revolutionary Biography. HarperOne. ص. 145. ISBN:0-06-061662-8. مؤرشف من الأصل في 2021-03-07. That he was crucified is as sure as anything historical can ever be, since both Josephus and Tacitus...agree with the Christian accounts on at least that basic fact.
68. ↑  Who is Jesus? Answers to your questions about the historical Jesus, by John Dominic Crossan, Richard G. Watts (Westminster John Knox Press 1999), page 108
69. ↑  James G. D. Dunn, Jesus Remembered, (Eerdmans, 2003) page 779-781.
70. ↑  Rev. John Edmunds, 1855 The seven sayings of Christ on the cross Thomas Hatchford Publishers, London, page 26
71. ↑  Stagg, Evelyn and Frank. Woman in the World of Jesus. Philadelphia: Westminster Press, 1978 ISBN 0-664-24195-6
72. ↑  Funk, Robert W. and the Jesus Seminar. The acts of Jesus: the search for the authentic deeds of Jesus. HarperSanFrancisco. 1998. "Empty Tomb, Appearances & Ascension" p. 449-495.
73. ↑  Bruce M. Metzger's Textual Commentary on the Greek New Testament: Luke 24:51 is missing in some important early witnesses, Acts 1 varies between the Alexandrian and Western versions.
74. ↑  Reddish 2011، صفحات 22.
75. ↑  Ehrman 2005، صفحة 7,52.
76. ↑  "The Synoptic Gospels, then, are the primary sources for knowledge of the historical Jesus" "Jesus Christ." Encyclopædia Britannica. 2010. Encyclopædia Britannica Online. 27 November 2010 . نسخة محفوظة 03 مايو 2015 على موقع واي باك مشين.
77. ↑  Vermes, Geza. The authentic gospel of Jesus. London, Penguin Books. 2004.

### بيبلوجرافيا
- Allen، O. Wesley (2013). "present+the+characters+in+their+narratives+as+using+scripture"#v=onepage&q="present%20the%20characters%20in%20their%20narratives%20as%20using%20scripture"&f=false Reading the Synoptic Gospels. Chalice Press. ISBN:9780827232273. مؤرشف من "present+the+characters+in+their+narratives+as+using+scripture"#v=onepage&q="present%20the%20characters%20in%20their%20narratives%20as%20using%20scripture"&f=false الأصل في 2020-03-13.
- Anderson، Paul N. (2011). "John+and+the+synoptics:+why+such+different+introductions+and+conclusions#v=onepage&q="John%20and%20the%20synoptics:%20why%20such%20different%20introductions%20and%20conclusions?"&f=false The Riddles of the Fourth Gospel: An Introduction to John. Fortress Press. ISBN:9781451415551. مؤرشف من "John+and+the+synoptics:+why+such+different+introductions+and+conclusions#v=onepage&q="John%20and%20the%20synoptics:%20why%20such%20different%20introductions%20and%20conclusions?"&f=false الأصل في 2020-03-11.
- Aune، David E. (2003). "John, Gospel of". The Westminster Dictionary of New Testament and Early Christian Literature and Rhetoric. Westminster John Knox Press. ISBN:9780664219178.
- Aune، David E. (1987). The New Testament in its literary environment. Westminster John Knox Press. ISBN:978-0-664-25018-8. مؤرشف من الأصل في 2020-02-28.
- Beaton، Richard C. (2005). "How Matthew Writes". في Bockmuehl، Markus؛ Hagner، Donald A. (المحررون). The Written Gospel. Oxford University Press. ISBN:978-0-521-83285-4.
- Boring، M. Eugene (2006). Mark: A Commentary. Presbyterian Publishing Corp. ISBN:978-0-664-22107-2. مؤرشف من الأصل في 2020-02-28.
- Burge، Gary M. (2014). "The+gospel+of+john+has+been+both+esteemed+as+a+valid+source"#v=onepage&q="The%20gospel%20of%20john%20has%20been%20both%20esteemed%20as%20a%20valid%20source"&f=false "Gospel of John". في Evans، Craig A. (المحرر). Routledge Encyclopedia of the Historical Jesus. Routledge. ISBN:9781317722243.
- Burkett، Delbert (2002). An introduction to the New Testament and the origins of Christianity. Cambridge University Press. ISBN:978-0-521-00720-7. مؤرشف من الأصل في 2020-01-03.
- Burridge، R.A. (2006). "genre+is+a+key+convention+guiding"#v=onepage&q="genre%20is%20a%20key%20convention%20guiding"&f=false "Gospels". في Rogerson، J.W.؛ Lieu، Judith M. (المحررون). The Oxford Handbook of Biblical Studies. Oxford University Press. ISBN:9780199254255.
- Charlesworth، James H. (2008). The Historical Jesus: An Essential Guide. Abingdon Press. ISBN:9780687021673.
- Cross، Frank Leslie؛ Livingstone، Elizabeth A. (2005). The Oxford Dictionary of the Christian Church. Oxford University Press. ISBN:9780192802903. مؤرشف من الأصل في 2020-02-28.
- Culpepper، R. Alan (1999). "The Christology of the Johannine Writings". في Kingsbury، Jack Dean؛ Powell، Mark Allan Powell؛ Bauer، David R. (المحررون). Who Do You Say that I Am?: Essays on Christology. Westminster John Knox Press.
- Donahue، John (2005). "the+gospel+of+mark+is+anonymous"#v=onepage&q="the%20gospel%20of%20mark%20is%20anonymous"&f=false The Gospel of Mark. Liturgical Press. ISBN:9780814659656. مؤرشف من "the+gospel+of+mark+is+anonymous"#v=onepage&q="the%20gospel%20of%20mark%20is%20anonymous"&f=false الأصل في 2020-03-13.
- Duling، Dennis C. (2010). "The Gospel of Matthew". في Aune، David E. (المحرر). "Chapter+18+The+Gospel+of+Matthew"#v=onepage&q="Chapter%2018%20The%20Gospel%20of%20Matthew"&f=false The Blackwell Companion to the New Testament. Wiley-Blackwell. ISBN:9781444318944. مؤرشف من "Chapter+18+The+Gospel+of+Matthew"#v=onepage&q="Chapter%2018%20The%20Gospel%20of%20Matthew"&f=false الأصل في 2020-01-23.
- Dunn، James D.G. (2005). "the+gospels+were+never+simply+biographical;+they+were+propaganda;+they+were+kerygma"#v=onepage&q="the%20gospels%20were%20never%20simply%20biographical;%20they%20were%20propaganda;%20they%20were%20kerygma"&f=false "The Tradition". في Dunn، James D.G.؛ McKnight، Scot (المحررون). The Historical Jesus in Recent Research. Eisenbrauns. ISBN:9781575061009.
- Edwards، James R. (2015). The Gospel according to Luke. Wm. B. Eerdmans Publishing. ISBN:9780802837356.
- Edwards، James R. (2002). The Gospel according to Mark. Wm. B. Eerdmans Publishing. ISBN:9780851117782. مؤرشف من الأصل في 2020-02-28.
- Ehrman، Bart D. (2005). Misquoting Jesus. Harper Collins. مؤرشف من الأصل في 2022-04-07.
- Ehrman، Bart D. (2005). Lost Christianities. Oxford University Press. ISBN:9780195182491. مؤرشف من الأصل في 2020-02-28.
- Ehrman، Bart D. (1999). Jesus: Apocalyptic Prophet of the New Millennium. Oxford University Press. ISBN:9780199839438. مؤرشف من الأصل في 2020-02-28.
- Gabel، John ؛ وآخرون (1996). The Bible as Literature. Oxford University Press. ISBN:978-0-19-509285-1. {{استشهاد بكتاب}}: Explicit use of et al. in: |الأول= (مساعدة)
- Gamble، Harry (1985). The New Testament Canon: Its Making and Meaning. Fortress Press. ISBN:978-0-8006-0470-7.
- Goodacre، Mark (2001). The Synoptic Problem: A Way Through the Maze. A&C Black. ISBN:9780567080561. مؤرشف من الأصل في 2020-02-28.
- Harrington، Daniel J. (1991). The Gospel of Matthew. Liturgical Press. ISBN:9780814658031. مؤرشف من الأصل في 2020-02-28.
- Hatina، Thomas R. (2014). "markan+priority+as+a+scholarly+consensus"#v=onepage&q="markan%20priority%20as%20a%20scholarly%20consensus"&f=false "Gospel of Mark". في Evans، Craig A. (المحرر). Routledge Encyclopedia of the Historical Jesus. Routledge. ISBN:9781317722243.
- Honoré، A.M. (1986). "A statistical study of the synoptic problem". Novum Testamentum. ج. 10 ع. 2/3: 95–147. DOI:10.2307/1560364. ISSN:0048-1009. JSTOR:1560364.
- Hurtado، Larry W. (2005). Lord Jesus Christ: Devotion to Jesus in Earliest Christianity. Wm. B. Eerdmans Publishing. ISBN:9780802831675.
- Johnson، Luke Timothy (2010). The New Testament: A Very Short Introduction. Oxford University Press. ISBN:9780199745999. مؤرشف من الأصل في 2020-02-28.
- Levine، Amy-Jill (2009). "held+by+the+majority+of+scholars+today""four-source+theory"#v=onepage&q="held%20by%20the%20majority%20of%20scholars%20today""four-source%20theory"&f=false "Introduction". في Levine، Amy-Jill؛ Allison، Dale C. Jr.؛ Crossan، John Dominic (المحررون). The Historical Jesus in Context. Princeton University Press. ISBN:9781400827374.
- Johnson، Luke Timothy (2010). The Writings of the New Testament — An Interpretation, 3rd ed. Fortress Press. ISBN:9781451413281.
- Lincoln، Andrew (2004). "gospels+are+a+subset+of+the+genre+of+bios"#v=onepage&q="gospels%20are%20a%20subset%20of%20the%20genre%20of%20bios"&f=false "Reading John". في Porter، Stanley E. (المحرر). Reading the Gospels Today. Eerdmans. ISBN:9780802805171.
- Lieu، Judith (2005). "John+uses+far+fewer+explicit+citations"#v=onepage&q="John%20uses%20far%20fewer%20explicit%20citations"&f=false "How John Writes". في Bockmuehl، Markus؛ Hagner، Donald A. (المحررون). The Written Gospel. Oxford University Press. ISBN:978-0-521-83285-4.
- Lincoln، Andrew (2005). "final+form""some+time+between+90+and+110+ce"#v=onepage&q="final%20form""some%20time%20between%2090%20and%20110%20ce"&f=false Gospel According to St John. Bloomsbury Publishing. ISBN:9781441188229. مؤرشف من "final+form""some+time+between+90+and+110+ce"#v=onepage&q="final%20form""some%20time%20between%2090%20and%20110%20ce"&f=false الأصل في 2016-06-10.
- Martens، Allan (2004). "reading+Luke's+message+for+a+gentile+audience"#v=onepage&q="reading%20Luke's%20message%20for%20a%20gentile%20audience"&f=false "Salvation Today: Reading Luke's Message for a Gentile Audience". في Porter، Stanley E. (المحرر). Reading the Gospels Today. Eerdmans. ISBN:9780802805171.
- Mckenzie، John L. (1995). "from+oral+gospel+to+written+gospel"#v=onepage&q="from%20oral%20gospel%20to%20written%20gospel"&f=false The Dictionary of the Bible. Simon and Schuster. ISBN:9780684819136. مؤرشف من "from+oral+gospel+to+written+gospel"#v=onepage&q="from%20oral%20gospel%20to%20written%20gospel"&f=false الأصل في 2020-03-13.
- McMahon، Christopher (2008). "great+number+of+verbal+and+structural+similarities"#v=onepage&q="great%20number%20of%20verbal%20and%20structural%20similarities"&f=false "Introduction to the Gospels and Acts of the Apostles". في Ruff، Jerry (المحرر). Understanding the Bible: A Guide to Reading the Scriptures. Cambridge University Press. ISBN:9780884898528.
- McNichol، Allan J. (2000). "the+gospels+provide+our+main+source+for+any+knowledge+about+Jesus"#v=onepage&q="the%20gospels%20provide%20our%20main%20source%20for%20any%20knowledge%20about%20Jesus"&f=false "Gospel, Good News". في Freedman، David Noel؛ Myers، Allen C. (المحررون). Eerdmans Dictionary of the Bible. Eerdmans. ISBN:9789053565032.
- Metzger، Bruce (2003). The New Testament: Its Background, Growth, and Content. Abingdon. ISBN:978-068-705-2639.
- Morris، Leon (1986). New Testament Theology. Zondervan. ISBN:978-0-310-45571-4. مؤرشف من الأصل في 2020-02-28.
- Nolland، John (2005). The Gospel of Matthew: A Commentary on the Greek Text. Eerdmans.
- O'Day، Gail R. (1998). "like+the+authors+of+the+other+gospels""is+anonymous"#v=onepage&q="like%20the%20authors%20of%20the%20other%20gospels""is%20anonymous"&f=false "John". في Newsom، Carol Ann؛ Ringe، Sharon H. (المحررون). Women's Bible Commentary. Westminster John Knox. ISBN:9780281072606.
- Parker، D.C. (1997). The Living Text of the Gospels. Cambridge University Press. ISBN:9780521599511. مؤرشف من الأصل في 2020-02-28.
- Perkins، Pheme (1998). "The Synoptic Gospels and the Acts of the Apostles: Telling the Christian Story". في Barton، John (المحرر). The Cambridge companion to biblical interpretation. Westminster John Knox Press. ISBN:978-0-521-48593-7.
- Perkins، Pheme (2009). Introduction to the Synoptic Gospels. Eerdmans. ISBN:9780802865533. مؤرشف من الأصل في 2020-02-28.
- Perkins، Pheme (2012). Reading the New Testament: An Introduction. Paulist Press. ISBN:9780809147861. مؤرشف من الأصل في 2020-02-28.
- Petersen، William L. (2010). "The Diatessaron and the Fourfold Gospel". في Horton، Charles (المحرر). The Earliest Gospels. Bloomsbury.
- Porter، Stanley E. (2006). "written+virtually+entirely+in+a+form+of+ancient+Greek"#v=onepage&q="written%20virtually%20entirely%20in%20a%20form%20of%20ancient%20Greek"&f=false "Language and Translation of the New Testament". في Rogerson، J.W.؛ Lieu، Judith M. (المحررون). The Oxford Handbook of Biblical Studies. Oxford University Press. ISBN:9780199254255.
- Powell، Mark Allan (1998). Jesus as a Figure in History: How Modern Historians View the Man from Galilee. Eerdmans. ISBN:978-0-664-25703-3. مؤرشف من الأصل في 2020-02-28.
- Reddish، Mitchell (2011). An Introduction to The Gospels. Abingdon Press. ISBN:9781426750083. مؤرشف من الأصل في 2020-02-28.
- Sanders، E.P. (1995). "The%20superiority%20of%20the%20evidence%20for%20Jesus%20is%20seen%20&f=false The Historical Figure of Jesus. Penguin UK. ISBN:9780141928227. مؤرشف من "The%20superiority%20of%20the%20evidence%20for%20Jesus%20is%20seen%20&f=false الأصل في 2020-02-28.
- Senior، Donald (1996). What are they saying about Matthew?. PaulistPress. ISBN:978-0-8091-3624-7. مؤرشف من الأصل في 2020-02-28.
- Telford، W.R. (1999). "Luke""alters+the+reference+to+Galilee"#v=onepage&q="Luke""alters%20the%20reference%20to%20Galilee"&f=false The Theology of the Gospel of Mark. Cambridge University Press. ISBN:9780521439770. مؤرشف من "Luke""alters+the+reference+to+Galilee"#v=onepage&q="Luke""alters%20the%20reference%20to%20Galilee"&f=false الأصل في 2016-12-23.
- Tuckett، Christopher (2000). "the+gospels+provide+our+main+source+for+any+knowledge+about+Jesus"#v=onepage&q="the%20gospels%20provide%20our%20main%20source%20for%20any%20knowledge%20about%20Jesus"&f=false "Gospel, Gospels". في Freedman، David Noel؛ Myers، Allen C. (المحررون). Eerdmans Dictionary of the Bible. Eerdmans. ISBN:9789053565032.
- Woodhead، Linda (2004). Christianity: A Very Short Introduction. Oxford University Press. ISBN:9780199687749. مؤرشف من الأصل في 2020-02-28.

## وصلات خارجية
- موقع الإنجيل باللغة العربية
- الإنجيل دوت ك وم
- موقع رسالة الإنجيل
- الإنجيل على الإنترنت